# بافل ماريش
بافل ماريش (بالتشيكية: Pavel Mareš)‏ (مواليد 18 يناير 1976) هو لاعب كرة قدم. يلعب مع منتخب جمهورية التشيك لكرة القدم. سبق له أن لعب في كأس العالم لكرة القدم مع منتخب بلاده.

## روابط خارجية
- بافل ماريش على موقع الاتحاد التشيكي (الإنجليزية)
- بافل ماريش على موقع قاعدة بيانات كرة القدم.إي يو (الإنجليزية)
- بافل ماريش على موقع ناشيونال فوتبول تيمز (الإنجليزية)
- بافل ماريش على موقع Soccerway.com (الإنجليزية)
- بافل ماريش على موقع عالم كرة القدم.نت (الإنجليزية)